# 28131 Dougwelch
28131 Dougwelch este un asteroid din centura principală de asteroizi.

## Descriere
28131 Dougwelch este un asteroid din centura principală de asteroizi. A fost descoperit pe 26 septembrie 1998 la Socorro, New Mexico, în cadrul proiectului LINEAR. Asteroidul prezintă o orbită caracterizată de o semiaxă mare de 2,23 ua, o excentricitate de 0,15 și o înclinație de 3,0° în raport cu ecliptica.